# پل فریچ
پل فریچ (فرانسوی: Paul Fritsch‎؛ ۲۵ فوریه ۱۹۰۱ – ۲۲ سپتامبر ۱۹۷۰) بوکسور اهل فرانسه بود.